# Wiljo H. Kujala
Wiljo Henry Kujala, född 25 juni 1911 i Ashtabula, Ohio, död 21 augusti 1970 i Ashtabula, var en amerikafinländsk tenorsångare och musiker.
Kujala var son till Henry (1884–1972) och Hedvig Kujala (1883–1979). Föräldrarna var födda i Jalasjärvi. På 1940-talet gjorde sig Kujala känd som operettsångare bland de amerikafinländska kretsarna och gjorde flera framgångsrika konsertresor till Ohio och öststaterna. 1941 gjorde han fyra skivinspelningar i New York för skivbolaget Columbia. Dessa inspelningar var bland de sista som gjordes i amerikafinländsk musikhistoria.
1942 tog Kujala värvning vid USA:s flygvapen, där han avancerade till officer. Han gifte sig 1944 i Hollywood.

## Skivinspelningar

### 15.4. 1941
- Laulu tulipunaisesta ruususta (text: Usko Kemppi)
- Merimieslaulu
- Sillanpään marssilaulu (text: Frans Eemil Sillanpää)
- Siskosein